# USS Toucey (DD-282)
USS Toucey (DD-282) là một tàu khu trục lớp Clemson được Hải quân Hoa Kỳ chế tạo vào cuối Chiến tranh Thế giới thứ nhất. Nó là chiếc tàu chiến duy nhất của Hải quân Hoa Kỳ được đặt theo tên Bộ trưởng Hải quân Isaac Toucey (1792-1869). Toucey ngừng hoạt động năm 1930 và bị tháo dỡ năm 1931 nhằm tuân thủ quy định hạn chế vũ trang của Hiệp ước Hải quân London.

## Thiết kế và chế tạo
Toucey được đặt lườn vào ngày 26 tháng 4 năm 1919 tại xưởng tàu Squantum Victory Yard của hãng Bethlehem Shipbuilding Corporation ở Squantum, Massachusetts. Nó được hạ thủy vào ngày 5 tháng 9 năm 1919, được đỡ đầu bởi cô Elizabeth Alden Robinson; và được đưa ra hoạt động tại Boston, Massachusetts vào ngày 9 tháng 12 năm 1919 dưới quyền chỉ huy của Hạm trưởng, Trung tá Hải quân Reuben B. Coffey.

## Lịch sử hoạt động
Không lâu sau khi được đưa vào hoạt động, Toucey bắt đầu nhận nhiệm vụ cùng Hạm đội Đại Tây Dương như một đơn vị thuộc Đội khu trục 42 thuộc Hải đội 1, Chi hạm đội 7. Đặt căn cứ tại Newport, Rhode Island, trong bảy năm tiếp theo, nó hoạt động dọc theo vùng bờ Đông và tại khu vực Tây Ấn. Trong mùa Hè, nó tuần tra lên phía Bắc đến khu vực bờ biển New England, tiến hành các hoạt động khu trục; trong khi vào mùa Đông, nó đi về phía Nam cho các cuộc tập trung hạm đội hàng năm tại khu vực gần vùng kênh đào Panama cũng như thực hành tác xạ gần Puerto Rico. Một lúc nào đó trong khoảng từ 1 tháng 7 năm 1921 đến 1 tháng 1 năm 1922, nó được điều sang Đội khu trục 25 thuộc Hải đội 9, và bắt đầu hoạt động với biên chế nhân sự bị cắt giảm 50%. Tuy nhiên, nó được cho biên chế đầy đủ trở lại vào ngày 1 tháng 1 năm 1923, và cùng với đơn vị trên được điều sang Hạm đội Tuần tiễu vừa mới được thành lập.
Vào cuối năm 1926, Toucey được tạm thời điều động vào lực lượng Hải quân Hoa Kỳ hoạt động tại Châu Âu. Đến ngày 1 tháng 1 năm 1927, căn cứ hoạt động của nó được chuyển từ Newport đến Norfolk, Virginia, và nó tiếp tục hoạt động cùng Lực lượng Tuần tiễu. Vào mùa Xuân năm 1930, nó đi đến Philadelphia, Pennsylvania để chuẩn bị ngừng hoạt động. Toucey được cho xuất biên chế vào ngày 1 tháng 5 năm 1930 tại Philadelphia. Tên nó được cho rút khỏi danh sách Đăng bạ Hải quân vào ngày 22 tháng 10, và lườn tàu bị bán để tháo dỡ vào ngày 17 tháng 1 năm 1931. Việc tháo dỡ được thực hiện vào khoảng năm 1934.